# Outarde d'Oustalet
Lophotis gindiana
Espèce
Répartition géographique
Statut de conservation UICN

 LC  : Préoccupation mineure
Statut CITES
L'Outarde d'Oustalet (Lophotis gindiana) ou outarde à menton noir, est une espèce d'oiseaux de la famille des Otididae.

## Description

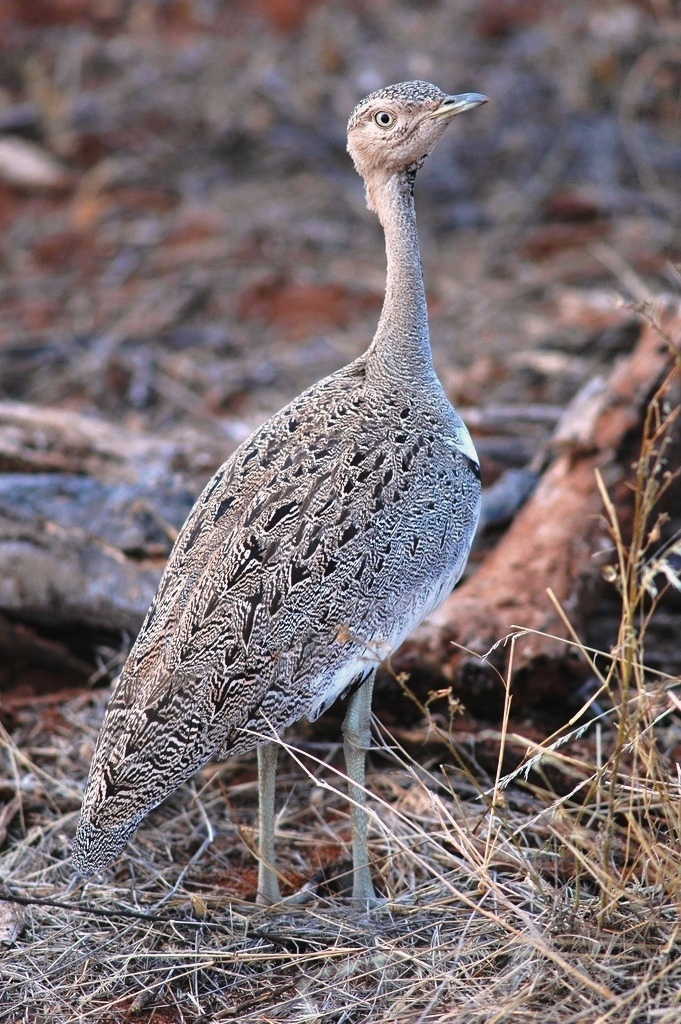
Une femelle.

## Répartition
Cette espèce vit à travers l'Afrique de l'Est.
Contrairement à d'autres outardes, elle fréquente les broussailles épineuses et les habitats désertiques arides et rocailleux. La coloration de la femelle lui offre un camouflage optimal en ce milieu.